# Europavej E25
E25 er en europavej der begynder i Hoek van Holland i Holland og ender i Palermo i Italien. Undervejs går den blandt andet gennem: Rotterdam, Gouda, Utrecht, 's-Hertogenbosch, Eindhoven og Maastricht i Holland; Liège, Bastogne og Arlon i Belgien; Luxembourg; Metz, Saint-Avold, Strasbourg og Mulhouse i Frankrig; Basel, Olten, Bern, Lausanne og Geneve i Schweiz; Chamonix og Mont Blanc-tunnelen i Frankrig; Aosta, Ivrea, Vercelli, Allessandria og Genova i Italien ...(færge)... Bastia, Porto-Vecchio og Bonifacio i Frankrig ...(færge)... Porto Torres, Sassari, Cagliari ...(færge)... til Palermo i Italien.